# Euphyia grisescens
Euphyia grisescens är en fjärilsart som beskrevs av Otto Staudinger 1892. Euphyia grisescens ingår i släktet Euphyia och familjen mätare. Inga underarter finns listade i Catalogue of Life.